# جونیا سوزوکی
جونیا سوزوکی (انگلیسی: Junya Suzuki؛ زادهٔ ۷ ژانویهٔ ۱۹۹۶) بازیکن فوتبال اهل ژاپن است.
از باشگاه‌هایی که در آن بازی کرده‌است می‌توان به باشگاه فوتبال وی‌اف‌آر آلن اشاره کرد.